# Liberation (album de Christina Aguilera)
Albums de Christina Aguilera
Lotus
(2012)
Singles
1. Accelerate
Sortie : 3 mai 2018
2. Fall in Line (feat. Demi Lovato)
Sortie : 16 mai 2018

Liberation est le nom du huitième album studio de la chanteuse, auteur et actrice américaine Christina Aguilera. Il sort mondialement le 15 juin 2018. Il s'agit du premier album studio de l'artiste depuis 6 ans, succédant à Lotus (2012).
L'enregistrement a débuté à la fin de l'année 2014, tout au long de 2015 et jusqu'en 2017. Cet opus intègre des collaborations avec plusieurs producteurs et auteurs-compositeurs comme Anderson .Paak, Kanye West, Che Pope, Mike Dean ou Tayla Parx. Plusieurs duos sont présents dans Liberation, notamment Demi Lovato, XNDA, Keida, Shenseea, Ty Dolla Sign et 2 Chainz. Des artistes comme Linda Perry ou Pharrell Williams, prévus lors des premiers stades de l'élaboration de l'album ne feront finalement pas partie des collaborateurs.
Il débute à la 6e place du Billboard 200 aux États-Unis, en se vendant à 274 000 exemplaires dans le monde, dès sa 1re semaine de sortie.

## Développement
Après la sortie de son septième album Lotus (en 2012), Christina Aguilera prend une pause professionnelle pour se concentrer sur sa création musicale et sa famille. En avril 2014, la chanteuse confirme qu'elle travaille sur de nouvelles musiques, alors qu'elle est enceinte de sa fille Summer Rain.
Durant l'année 2015, Christina Aguilera participe à quelques épisodes de la série télévisée Nashville, avec deux nouvelles chansons. En octobre de la même année, l'artiste annonce lors d'une interview donnée à l'émission The Today Show qu'elle enregistrait deux albums: un en anglais et un en espagnol (qui devait être son second album après Mi Reflejo sorti en 2000). Au cours de cette interview, elle parle de son processus de travail pour la création de l'album en disant: "J'ai travaillé de manière assez libre et j'ai accumulé des idées sur ce que sera mon prochain album au cours des deux dernières années".
En 2016, elle retourne sur le plateau de la saison 10 de The Voice, gagnant en finale avec la membre de son équipe Alisan Porter, faisant de Christina Aguilera la première coach femme à remporter la victoire à cette époque.
Au cours d'une interview promotionnelle pour l'émission de télévision, Christina déclare à propos de son prochain album: « Ce sera un album de liberté ».
Le 16 juin 2016, Christina Aguilera sort la chanson Change, dédiée aux victimes de la tuerie dans une discothèque à Orlando, tandis que le 23 août 2016 elle sort Telepathy pour la série Netflix The Get Down. Le morceau sera d'ailleurs classé numéro 1 au top Billboard Dance Club Songs. 
À la fin de l'année 2017, plusieurs médias rapportent que Christina Aguilera travaille avec Demi Lovato en vue d'une collaboration. Cette dernière tweete d'ailleurs à ce sujet,.
En mars 2018, un extrait de qualité médiocre d'une chanson appelée Masochist apparaît sur internet en ligne, ainsi que la démo intégrale de la chanson Fall in Line. Cela suscite des rumeurs selon lesquelles ces morceaux sont censés figurer sur le prochain album.
C'est finalement le 3 mai 2018 que Christina Aguilera sort son premier single promotionnel Accelerate avec le chanteur américain Ty Dolla $ign et le rappeur 2 Chainz, ainsi que son vidéoclip. Elle dévoile également le titre de l'album, Liberation, sa tracklist ainsi que sa jaquette.

## Titre du projet
Les premières informations sur ce projet apparaissent pour la première fois lorsque Christina Aguilera fait la couverture du magazine Paper en mai 2018. La chanteuse apparaît sans maquillage ni retouche et déclare "Je suis arrivée à un moment de ma vie, même musicalement, où j'éprouve un sentiment de liberté, où je peux réellement être qui je suis, naturellement".
Le style des photographies est similaire à celui choisi pour l'album Liberation (posant avec un regard naturel, en gros plan avec une luminosité bien spécifique). La jaquette de l'édition standard de l'album est dévoilée sur le site web de Christina Aguilera le 3 mai 2018.

## Singles
Le premier titre extrait de Liberation est le morceau Accelerate en featuring avec les rappeurs Ty Dolla $ign et 2Chainz. Il sort le 3 mai 2018 en tant que single promo, en même temps que l'annonce de la date de sortie de l'album. Le vidéoclip, réalisé par Zoey Grossman est lui aussi lancé le même jour sur la chaîne Vevo de Christina Aguilera. 
Le 11 mai 2018, Christina Aguilera présente le deuxième titre de l'album, Twice.
Le 16 mai 2018, la chanteuse sort son troisième extrait et premier single de l'album Liberation, Fall in Line, en duo avec l'artiste Demi Lovato. Le vidéoclip sort le 23 mai et est réalisé par l'artiste Luke Gilford.
Enfin, le 8 juin 2018, Christina Aguilera présente un quatrième extrait de l'album directement depuis la radio d'Apple Beats 1 après une interview. Baptisée Like I Do, la chanson est un duo avec le rappeur GoldLink.

## Critiques
L'album reçoit plusieurs critiques positives et devient l'album de la chanteuse ayant le meilleur score sur le site Metacritic (72/100, indiquant des "critiques généralement favorables").
Brittany Spanos du magazine et site Rolling Stone donne à l'album une critique très positive, avec quatre étoiles sur cinq avec comme titre "Xtina à son apogée" et affirme que "les plus grands attributs de Christina Aguilera est qu'elle joue rarement la sécurité". Le journaliste Mesfin Fekadu trouve l'album "magistralement cohérent" dans le journal The Washington Post, en le comparant à The Emancipation of Mimi de Mariah Carey.
Le site français Purecharts précise que "Liberation se révèle finalement bien meilleur qu'attendu".

## Liste des titres
| 1.  | Liberation                                  | Nicholas Britell | Nicholas Britell                                                                    | 1:47 |
| 2.  | Searching for Maria                         | Richard Rodgers, Oscar Hammerstein II |                                                                                     | 0:25 |
| 3.  | Maria                                       | - C. Aguilera - Kanye West - Ross Birchard - Ilsey Juber - Jahron Brathwaite - Tayla Parx - Che Pope - Noah Goldstein - Lawrence Brown - Linda Glover - Horgay Gordy - Allen Story    | - Kanye West - Che Pope - Hudson Mohawke - Noah Goldstein                           | 4:34 |
| 4.  | Sick of Sittin'                             | - Aguilera - Brandon P. Anderson - Melvin Henderson - Whitney Phillips - Janne Schaffer                                                                                               | - Anderson .Paak - Mell Beats                                                       | 4:00 |
| 5.  | Dreamers                                    | |                                                                                     | 0:35 |
| 6.  | Fall in Line (feat. Demi Lovato)            | - Aguilera - Audra Mae - Jonathan Bellion - Jonathan "Jonny" Simpson - Mark Williams - Raul Cubina                                                                                    | - Jon Bellion - Mark Williams - Raul Cubina                                         | 4:09 |
| 7.  | Right Moves                                 | - Aguilera - Marcos "Kosine" Palacios - Bryan Nelson - Julia Michaels - Justin Tranter - Tayla Parx - Makeida Beckford - Chinsea Lee                                                  | - Bryan "Composer" Nelson - Kosine - Che Pope                                       | 3:48 |
| 8.  | Like I Do (feat. GoldLink)                  | - Jonathan Park - D'Anthony Carlos - Aguilera - Sang Hyeon Lee - Taylor Parks - Brandon Anderson - Whitney Phillips                                                                   | - Anderson Paak - BRLLNT - Dumbfoundead                                             | 4:49 |
| 9.  | Deserve                                     | - Uzoechi Emenike - Michaels | MNEK                                                                                | 4:23 |
| 10. | Twice                                       | Kirby Dockery | Dockery                                                                             | 4:02 |
| 11. | I Don't Need It Anymore (Interlude)         | Aguilera | Christina Aguilera                                                                  | 0:54 |
| 12. | Accelerate (feat. Ty Dolla Sign & 2 Chainz) | - Aguilera - Kanye West - Michael Dean - Christopher Pope - Ernest Brown - Carlton Mays, Jr. - Badrilla Bourelly - Ilsey Juber - Parks - Tyrone Griffin, Jr. - Tauheed Epps - Dockery | - West - Mike Dean - Che Pope - Charlie Heat - Honorable C.N.O.T.E. - Eric Danchick | 4:03 |
| 13. | Pipe (feat. XNDA)                           | - Aguilera - Kai Wright - Sean Seaton - Pope - Rene Hill - XNDA | - Sango - Neenyo - Che Pope                                                         | 4:05 |
| 14. | Masochist                                   | - Aguilera - Tim Anderson - Darhyl "DJ" Camper Jr. - Juber | - Darhyl "DJ" Camper Jr. - Tim Anderson                                             | 3:30 |
| 15. | Unless It's With You                        | - Aguilera - Eric Frederic - John Theodore Geiger II - Kaj Hassle - Gamal Lewis - Thomas Peyton                                                                                       | - Ricky Reed                                                                        | 4:17 |

## Classements
| Classement                    | Meilleure position |
| ----------------------------- | ------------------ |
| Allemagne (Media Control AG)  | 11                 |
| Australie (ARIA)              | 9                  |
| Autriche (Ö3 Austria Top 40)  | 9                  |
| Belgique (Flandre Ultratop)   | 13                 |
| Belgique (Wallonie Ultratop)  | 16                 |
| États-Unis (Billboard 200)    | 6                  |
| France (SNEP Megafusion)      | 59                 |
| Pays-Bas (Mega Album Top 100) | 11                 |
| Suède (Sverigetopplistan)     | 41                 |
| Suisse (Schweizer Hitparade)  | 3                  |

## Distinctions

### Nominations

#### 61ecérémonie desGRAMMY Awards[34]
- Best Pop Duo/Group Performance : Fall in Line (feat. Demi Lovato)
- Best Rap /Sung Performance : Like I Do (feat. GoldLink)